# 第二次廣治戰役
第二次廣治戰役，（越南语：／）是越南戰爭後期的一場戰鬥，南越在1972年6月28日至9月16日，於復活節攻勢中對越南人民軍及越共展開反擊的戰鬥。
1972年5月1日，廣治省被越南人民軍及越共攻陷，南越陸軍第1軍司令吳光長將軍在6月28日進行反擊並展開為期81日的戰鬥。
為了取得勝利，南越軍在美軍的支持下，發射超過80,000噸的炮彈，幾乎相當6個廣島原子彈的破壞能力。
最終戰鬥以南越軍成功奪回廣治省之下而結束。经此一役，南北双方均无力展开大规模攻势，巴黎和平协议得以在1973年1月28日签署。

## 外部連結
- Youtube - 第二次廣治戰役
- ARVN on the Offensive （页面存档备份，存于）